# Tunnel du Roux
Pour les articles homonymes, voir Roux.
Le tunnel du Roux est un tunnel routier situé dans le département de l'Ardèche, mesurant 3 336 mètres de long.

## Histoire
Le tunnel du Roux, alors appelé tunnel de Saint-Cirgues, a été construit pour le passage de la ligne de chemin de fer dite « la Transcévenole », qui devait relier le Puy à Nieigles-Prades (aujourd’hui Lalevade-d'Ardèche). Fruit de plusieurs années de travail, presque entièrement creusé à la main, il a été terminé en 1929, mais la ligne qu’il devait accueillir n’a jamais été achevée, et a été définitivement déclassée en 1941. Les seuls trains qui ont pu l’emprunter furent les trains de chantier. Le tracé de la ligne devait être à voie unique, mais le tunnel avait été dimensionné assez large pour en faciliter la ventilation, ce qui a permis sa transformation en tunnel routier sans modification notable.

## Présentation
Le tunnel, section de la route départementale 160, relie le plateau ardéchois et la région d'Aubenas, et passe sous la ligne de partage des eaux Atlantique - Méditerranée. 
Le tunnel est compris sur les localités du Roux et de Mazan-l'Abbaye et relie la vallée de la Fontolière à Saint-Cirgues-en-Montagne, située sur le plateau.

### Caractéristiques techniques
Sa longueur est de 3 336 mètres, il comprend une galerie unique, avec une chaussée 2 × 1 voie non séparée.

### Sécurité
Le tunnel, eu égard à sa longueur, était considéré comme dangereux car il ne possédait pas d’éclairage. La chaussée ne comportait pas d’accotement ou de bande d'arrêt d'urgence, ou encore de refuge. Il ne respecte pas non plus les préconisations nées de l'incendie du tunnel du Mont-Blanc, car il n'y a pas de galerie secondaire de secours.
Un temps menacé de fermeture, la Commission Nationale chargée de la sécurité des tunnels routiers a finalement fait bénéficier le tunnel d'un programme de mise aux normes en matière de sécurité et de travaux de rénovation. Le chantier, d'une durée de trois ans, a débuté en 2010, pour un coût de 5,5 millions d'euros.
Depuis la fin de travaux, le tunnel du Roux dispose d'un éclairage constant, d'une signalisation adéquate et de refuges au fil du tunnel en cas d'urgence.

### Trafic

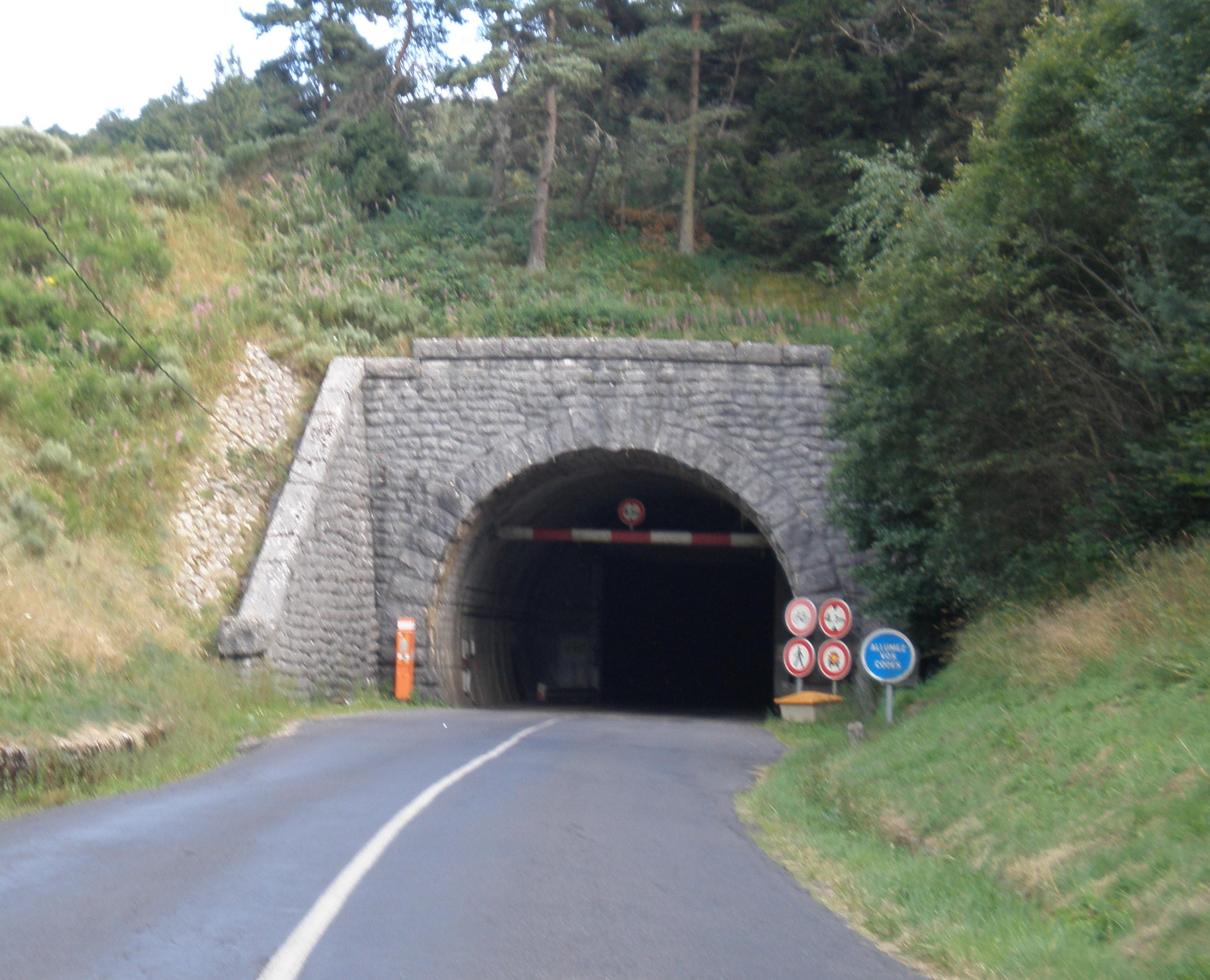
L’entrée du tunnel côté Saint-Cirgues-en-Montagne

En moyenne annuelle, le nombre moyen de véhicules fréquentant le tunnel est proche de 500 véhicules par jour. Le trafic devient plus soutenu durant la période estivale. Le tunnel reste praticable en hiver, à l'inverse de nombreuses routes du plateau ardéchois, à cause des congères causées par la burle.